# Đại vương công Phần Lan
Đại vương công Phần Lan (tiếng Phần Lan: Suomen suuriruhtinas, tiếng Thụy Điển: Storfurste av Finland, tiếng Nga: Великий князь Финляндский), một số tài liệu còn dịch là Đại công tước Phần Lan, là tước hiệu của người cai trị lãnh thổ Phần Lan. Nó được hầu hết các quốc vương Thụy Điển sử dụng từ khoảng năm 1580 đến năm 1809. Từ năm 1809 đến năm 1917, nó là tước hiệu chính thức của người cai trị Đại công quốc Phần Lan tự trị, thường do chính Sa hoàng Nga nắm giữ. Dạng nữ của tước vị này là Nữ đại vương công Phần Lan (tiếng Thụy Điển: Storfurstinna av Finland, tiếng Phần Lan: Suomen suuriruhtinatar). Chỉ có 2 phụ nữ từng sử dụng tước vị này là Nữ vương Kristina và Ulrika Eleonora của Thụy Điển. Một số hoàng thái tử của Thụy Điển cũng được sử dụng tước hiệu Đại vương công Phần Lan.

## Dưới sự cai trị của Thụy Điển cho đến năm 1809
Khoảng năm 1580, Johan III của Thụy Điển, người trước đó (1556 – 1563) là Công tước Phần Lan (một tước hiệu công tước hoàng gia), đã tự nâng tước hiệu của mình thành Đại vương công Phần Lan (tiếng Thụy Điển: Storfurste, tiếng Phần Lan: Suomen suuriruhtinas), đi kèm chung với các tước hiệu phụ khác của vua Thụy Điển. Theo các nhà nghiên cứu, mặc dù tước hiệu này đã được Johan III sử dụng lần đầu tiên vào năm 1577, nhưng nó chỉ thực sự xuất hiện lần đầu tiên trong các tài liệu ghi chép vào năm 1581. Vào thời điểm đó, Johan đang có tranh chấp với người láng giềng phía đông của mình, Sa hoàng Ivan IV của Nga, người có một danh sách dài các tước vị phụ là Đại vương công của một số tỉnh và thành phố cổ đại của Nga. Việc sử dụng tước vị Đại vương công của Johan là một biện pháp đối phó để thể hiện vị thế hùng mạnh của ông với tư cách là nhà cai trị Thụy Điển, trên một lãnh thổ đa quốc gia và ngang bằng với một Sa hoàng. Không chỉ Phần Lan, mà các lãnh thổ Karelia, Ingria và Livonia, tất cả đều nằm dọc theo biên giới Thụy Điển-Nga, cũng được thêm vào.
Trong suốt 140 năm sau đó, tước hiệu Đai vương công Phần Lan được sử dụng bởi những người kế vị của Johan trên ngai vàng Thụy Điển, ngoại trừ Karl IX, người đã liệt kê Phần Lan là một trong nhiều quốc gia mà ông là vua trong giai đoạn 1607–1611. Vì tước hiệu chỉ có tính chất phụ mà không có bất kỳ ý nghĩa cụ thể nào, nó chủ yếu được sử dụng trong những dịp rất trang trọng cùng với một danh sách dài các tước hiệu hoàng gia bổ sung. Quốc vương Thụy Điển cuối cùng sử dụng tước hiệu này là Nữ vương Ulrika Eleonora, người đã thoái vị vào năm 1720. Tuy nhiên, vào năm 1802, Vua Gustav IV Adolf đã phong tước vị cho con trai mới sinh của mình, Hoàng tử Carl Gustaf, người đã qua đời ba năm sau đó.

## Dưới sự cai trị của Nga 1809–1917

Huy hiệu Đại vương công Phần Lan trong Đế quốc Nga.

Trong Chiến tranh Phần Lan, Nga đã thành công trong việc chiếm được lãnh thổ Phần Lan từ tay Thụy Điển. Một Đại hội các đẳng cấp của Phần Lan đã được tập hợp tại Nghị viện Porvoo vào ngày 29 tháng 3 năm 1809 để tuyên thệ trung thành với Hoàng đế Aleksandr I của Nga, người trước đó đã bổ sung tước hiệu Đại vương công Phần Lan vào danh sách dài các tước vị của mình. Sau thất bại của Thụy Điển và Hiệp ước Fredrikshamn ký kết ngày 17 tháng 9 năm 1809, về một số khía cạnh, Phần Lan đã trở thành một Đại công quốc tự trị, như trong một liên minh thực tế không chính thức với Đế quốc Nga.
Đại vương công Hoàng gia Phần Lan cai trị Phần Lan thông qua Toàn quyền của ông và một Thượng viện quốc gia do ông bổ nhiệm. Mặc dù Phần Lan không được công nhận chính thức là một quốc gia riêng biệt theo đúng nghĩa của nó, nhưng quốc gia này vẫn có mức độ tự trị cao, cho đến khi giành được độc lập vào năm 1917.

### Đại vương công
| Đại công tước (Birth–Death) | Đại công tước (Birth–Death) | Trị vì    |
| --------------------------- | --------------------------- | --------- |
| </img>                      | Alexander I (1777–1825)     | 1809–1825 |
| </img>                      | Nicholas I (1796–1855)      | 1825–1855 |
| </img>                      | Alexander II (1818–1881)    | 1855–1881 |
| </img>                      | Alexander III (1845–1894)   | 1881–1894 |
| </img>                      | Nicholas II (1868–1918)     | 1894–1917 |

## Độc lập từ năm 1917
Lợi dụng tình thế tan rã của Đế quốc Nga và những người Bolshevik chưa thể kiểm soát được hoàn toàn tình thế, Phần Lan chớp thời cơ tuyên bố là một quốc gia độc lập vào ngày 6 tháng 12 năm 1917. Sau Nội chiến năm 1918, từng có một nỗ lực ngắn ngủi để biến Phần Lan trở thành một vương quốc từ ngày 9 tháng 10 đến ngày 14 tháng 12 năm 1918.
Năm 1919, Phần Lan trở thành một nước cộng hòa và kể từ đó, tất cả các danh hiệu quân chủ đều bị bãi bỏ.